# Объект 103
Объект 103 (в ряде источников называемый Т-103)— экспериментальный нереализованный проект советского тяжёлого танка береговой обороны, проектировавшегося на базе тяжелого танка Т-100.
Разработанный на базе танка Т-100 в апреле 1940 года КБ завода № 185 проект «Тяжелого танка для береговой обороны» — Объект 103 (ведущий инженер проекта Шуфрин). Вооружение по проекту 130-мм орудия Б-13 во вращающейся башне и три пулемета ДТ. В проекте было решено отказаться от малой башни, что позволило бы увеличить бронирование машины. Танк проектировался для уничтожения дотов и кораблей противника. Проект не был реализован.

## Описание конструкции

Тяжёлый танк Т-100 — прототип «Объекта 103»

По компоновочной схеме, общей конструкции объект 103 проектировался на базе Т-100 и представлял собой однобашенный танк классической компоновки, обладающий противоснарядным бронированием. Однако в деталях, особенно в вооружении, проект объекта 103 имел ряд существенных отличий от Т-100.

### Вооружение
Основным вооружением танка являлась 130-мм корабельная пушка образца 1935 года (Б-13), размещавшаяся в маске в передней части башни. Пушка предназначалась для борьбы в первую очередь с укреплениями и дотами противника, а также тяжелобронированными целями. На орудии использовались телескопические прицелы.
Пулемётное вооружение включало три 7,62-мм пулемёта ДТ, два из которых были спарены с орудием, а третий размещался в командирской башенке на крыше главной башни и мог использоваться при отражении атак с воздуха.
Боекомплект пулемётов составлял 4284 патрона в 68 дисковых магазинах по 63 патрона в каждом.

## В компьютерных играх
- World of Tanks (советская премиумная ПТ-САУ 8 уровня)

- Мир Танков (Советская премиумная ПТ-САУ 8 уровня)